# Празеодимгексакадмий
Празеодимгексакадмий — бинарное неорганическое соединение, интерметаллид
празеодима и кадмия
с формулой Cd6Pr,
кристаллы.

## Получение
- Сплавление стехиометрических количеств чистых веществ:

{\displaystyle {\mathsf {Pr+6Cd\ {\xrightarrow {620^{o}C}}\ Cd_{6}Pr}}}

## Физические свойства
Празеодимгексакадмий образует кристаллы
кубической сингонии,
пространственная группа I m3,
параметры ячейки a = 1,5689 нм, Z = 24,
структура типа иттрийгексакадмия Cd6Y
.
Образуется по перитектической реакции при температуре ≈620°C (740°C).